# Campeonato Nacional de Albania 1959
El Campeonato Nacional de Albania de 1959 (en albanés, Kampionati Kombëtar Shqiptar 1959) fue la 22a. edición del Campeonato Nacional de Albania.

## Resumen
Fue disputado por 8 equipos y Partizani ganó el campeonato.

## Clasificación
| Pos. | Equipo        | PJ | PG | PE | PP | GF | GC | Dif. | Pts. |
| ---- | ------------- | -- | -- | -- | -- | -- | -- | ---- | ---- |
| 1    | Partizani     | 14 | 9  | 5  | 0  | 27 | 6  | +21  | 23   |
| 2    | 17 Nentori    | 14 | 8  | 3  | 3  | 20 | 11 | +9   | 19   |
| 3    | Flamurtari    | 14 | 5  | 4  | 5  | 17 | 15 | +2   | 14   |
| 4    | Dinamo Tirana | 14 | 4  | 6  | 4  | 16 | 14 | +2   | 14   |
| 5    | Besa          | 14 | 6  | 1  | 7  | 20 | 23 | -3   | 13   |
| 6    | Labinoti      | 14 | 4  | 3  | 7  | 12 | 17 | -5   | 11   |
| 7    | Vllaznia      | 14 | 3  | 4  | 7  | 13 | 24 | -11  | 10   |
| 8    | Skenderbeu    | 14 | 3  | 2  | 9  | 13 | 28 | -15  | 8    |

Nota: "17 Nentori" es KF Tirana y "Labinoti" es KF Elbasani